# مارچی (هرند)
مارچی (هرند)، روستایی از توابع بخش اژیه شهرستان هرند در استان اصفهان ایران است.

## جمعیت
این روستا در دهستان کلیشاد قرار دارد و براساس سرشماری مرکز آمار ایران در سال ۱۳۸۵، جمعیت آن ۱۱۹ نفر (۲۵خانوار) بوده‌است.